# Ichneumon longicornis
Ichneumon longicornis är en stekelart som beskrevs av Gmelin 1790. Ichneumon longicornis ingår i släktet Ichneumon och familjen brokparasitsteklar. Inga underarter finns listade i Catalogue of Life.